# Väinö Myllyrinne
Väinö Myllyrinne (27. února 1909 Helsinky – 13. dubna 1963 tamtéž) byl nejvyšším člověkem v Evropě a od roku 1940 druhým nejvyšším na světě (po Donu Koehlerovi).

## Myllyrinneho výška
Výška Väinöho Myllyrinneho se liší podle zdrojů od 246 až do 251,4 cm. Myllyrinne sám uváděl výšku 247 cm, nejčastěji se uvádí 248 cm. Vážil přes 170 kg. Rostl ještě ve svých 40 letech.
Myllyrinne se také zřejmě stal nejvyšším vojákem všech dob, když v roce 1929 narukoval do armády s výškou asi 220 cm.
Příčina Myllyrinneho růstu bylo onemocnění gigantismus. Zajímavé je, že jeho matka Anna Maria Keränen pocházela ze severofinské obce Peltamo, z níž pocházeli i dva další finští obři: Daniel Cajanus a Lauri Moilanen.

## Životopis
Väinö Myllyrinne se narodil 27. února 1909 v Helsinkách jako druhé dítě v rodině policisty, měl osm sourozenců (z nichž dva zemřeli před svými prvními narozeninami). Otec pocházel z provincie Satakunta, matka z Kainuu.
V roce 1929 narukoval do armády. Sloužil u těžkého dělostřelectva v tehdy finském Vyborgu. Až do nástupu na vojnu Myllyrinne bydlel na mnoha místech, protože jeho rodina se často stěhovala. Po vojně se usadil v Helsinkách. Stal se členem Helsinského atletického klubu, zkoušel zápasit. Ve 30. letech cestoval po Evropě a vystupoval jako zápasník v cirkusech a varieté. Měl také odjet do Ameriky, ale kvůli vypuknuvší zimní válce se vrátil do Finska. Během války se Myllyrinne oženil s Annou-Liisou Puistonenovou. Manželství vydrželo dva roky a bylo bezdětné.
Po válce Myllyrinne vystoupil ještě několikrát ve Švédsku, ale do Velké Británie už kvůli zhoršujícímu se zdraví neodjel. Trpěl rozpadem kloubů, což mu stěžovalo pohyb. Navíc onemocněl i cukrovkou. Od roku 1946 žil v Järvenpää. Věnoval se zde asi deset let chovu slepic. Na sklonku svého života žil s rodinou svého bratra. Zemřel v dubnu 1963 v helsinské nemocnici, pohřben je v Järvenpää.
V roce 2004 se v anketě Největší Finové umístil na 12. místě.